# Museu SPTrans dos Transportes Públicos - Gaetano Ferolla
O Museu dos Transportes Públicos Gaetano Ferolla - SPTrans foi inaugurado oficialmente em 20 de março de 1985 pelo prefeito da época, Mário Covas  por iniciativa do ex funcionário da CMTC, Gaetano Ferolla e recebia o nome de Museu da Companhia Municipal de Transportes Coletivos.
Gaetano falece em 27 de setembro de 1990, no entanto, todo seu empenho para a idealização e construção do local foi reconhecido, fazendo com que a partir de 27 de setembro de 1991 o museu recebesse o nome que possui atualmente.
O museu nos proporciona uma volta ao tempo da São Paulo (cidade) do século XIX, através de relíquias que revelam a evolução  dos transportes urbanos da era charmosa. O museu mantém seu acervo através de doações, tanto de instituições, como de colecionadores.

## História
Gaetano Ferolla era desenhista técnico da empresa responsável por todo o transporte Público da cidade de São Paulo da época, a CMTC . Em 27 de março de 1968 os bondes fariam sua última viagem, mas precisamente o bonde camarão.
Após os bondes serem retirados de circulação, Ferolla teve a ideia de conservar móveis, objetos e carros em sua sala e no espaço da CMTC que era utilizado também para aulas no bairro.
Gaetano queria preservar o passado e a história do transporte Público com documentos e peças. Logo, por sua iniciativa, gerenciou o museu desde o começo, chegando a orientar a restauração de algumas peças do acervo.
Inicialmente o museu não possuía o atual nome, Museu do Transporte Público Gaetano Ferolla e sim Museu da Companhia Municipal de Transportes Coletivos. Contudo, um ano após a morte do ex funcionário, em 1991, o museu ganhou o novo nome, homenageando Gaetano e sua dedicação e participação para a realização e criação do museu.
O local que hoje é o museu do Transporte Público, conforme uma pesquisa realizado pela Associação Nacional de preservação Ferroviária é um antigo complexo ferroviário que teve sua transformação e resultou no atual Museu do Transporte Público Gaetano Ferolla, um armazenamento de veículos, objetos, documentos e móveis antigos.

## Acervo

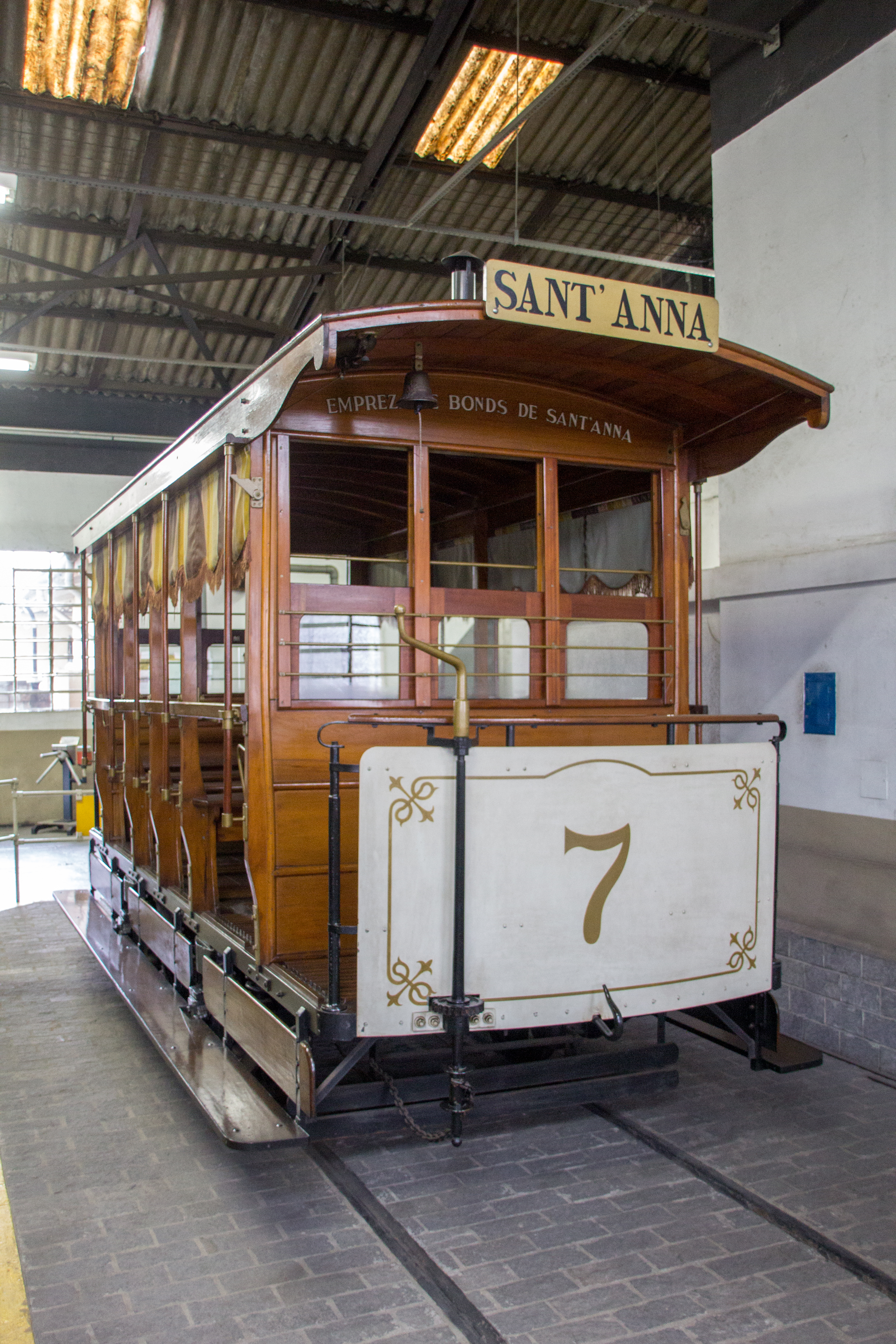
Bonde de Tração Animal.

O acervo do museu do Transporte Público é composto por sete veículos urbanos, 1.500 fotos,1.500 livros,fora os móveis, documentos, cartazes publicitários sobre a evolução do transporte e fotografias que também nos mostram esse avanço dos antigos veículos.

##### Bonde de Tração Animal
O Brasil foi o segundo país do mundo a implantar os bondes como transportes públicos no final do ano de 1850. Esses primeiros bondes eram puxados por burros, não possuíam portas, eram estreitos e foram adotados pelo avanço do crescimento da população e da economia.
A cidade do Rio de Janeiro (cidade) foi a primeira na qual introduziu esse sistema de bondes de tração animal, no intervalo de 1856 e 1859. Já os paulistanos tiveram acesso ao veículo de 1872 a 1900. E na década de setenta do século XIX, cinco cidades de São Paulo e quatro do Rio de Janeiro já tinham aderido tal sistema de transporte.
O bonde de tração animal é uma cópia original, o que foi restaurado foi apenas sua madeira que estava danificada. A peça é principal do museu, por se tratar da peça mais antiga e de ter sido o primeiro bonde a ter circulação na Cidade de São Paulo.

##### Bonde de Areia
Ao entrar no museu é localizado o jardim, neste encontra-se o Bonde de areia. Sua utilidade na época de seu funcionamento era causar um derramamento de areia sobre os trilhos para que fosse evitada uma possível derrapagem deste, na qual carregava passageiros.                                                                                                                            O jardim é localizado na entrada no museu e contém luminárias e bancos que remetem a década de vinte.

##### Ônibus Double Decker
Outro grande veículo que o museu possui é o ônibus Double Decker, ou fofão, o ônibus de dois andares, no qual é um dos mais admirados pelos visitantes. O veículo foi inspirado no modelo inglês e foi um projeto durante a gestão do então prefeito Jânio Quadros com o propósito de ter um veículo que transportasse um maior número de pessoas. O ônibus teve seu protótipo entregue em 8 de setembro de 1987.

##### Bonde Fechado Tipo "Centex"
No museu também encontra-se o último bonde circular elétrico, este que começou a operar na cidade de São Paulo em 1 de Julho de 1947. Foi denominado "GILDA", nome de um filme de grande sucesso da época. Era moderno e possuía uma alta qualidade, circularam em quase todas as linhas da capital e foram desativados em 25 de Janeiro de 1967.

## Salões

Sala de móveis e objetos.

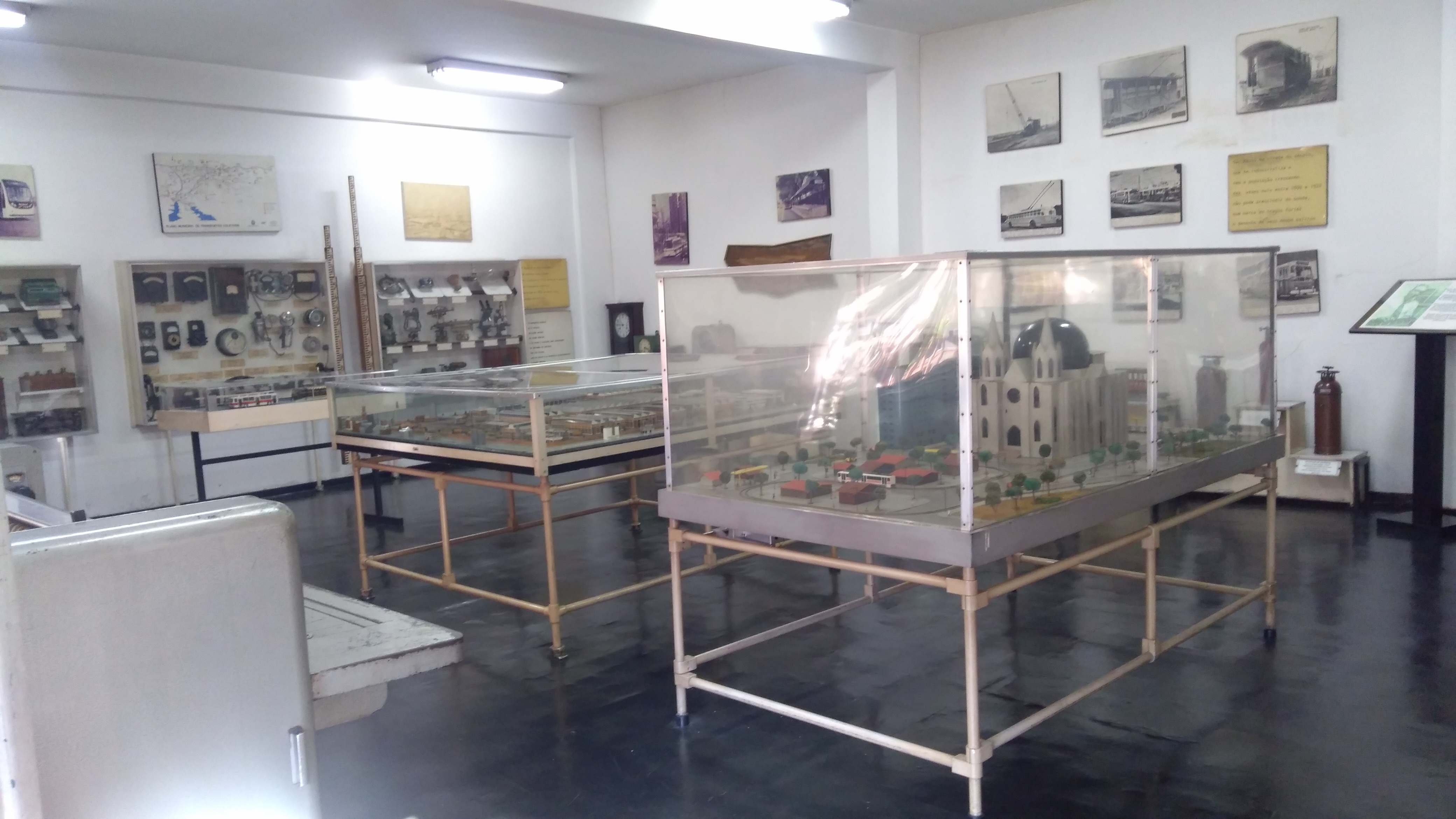
Sala de Miniaturas.

O museu além de possuir o salão principal, onde encontram-se os veículos, também possui uma pequena biblioteca, que integra diversos livros sobre transportes.
Também possui mais três salas importantes para os visitantes, nas quais encontra-se maquetes de cidades, miniaturas de transportes públicos e um acervo que contém as primeiras carteiras de habilitação, incluindo as carteiras do cocheiro, que era o responsável por conduzir cavalos em carroças e carruagens, barqueiros e motorneiros.

##### Sala de fotos
Uma das salas possui uma ampla galeria de fotos, as quais nos oferece a memória de momentos que marcaram a história do transporte na cidade.Nesta mesma sala são encontrados alguns cartazes publicitários que estampam algumas épocas junto ao desenvolvimento do Transporte Público na Capital Paulista.

##### Sala de restauro
O museu também tem uma sala de oficina de restauro, na qual só os funcionários que fazem a restauração tanto de objetos, quanto de móveis e veículos tem acesso.

## Galeria

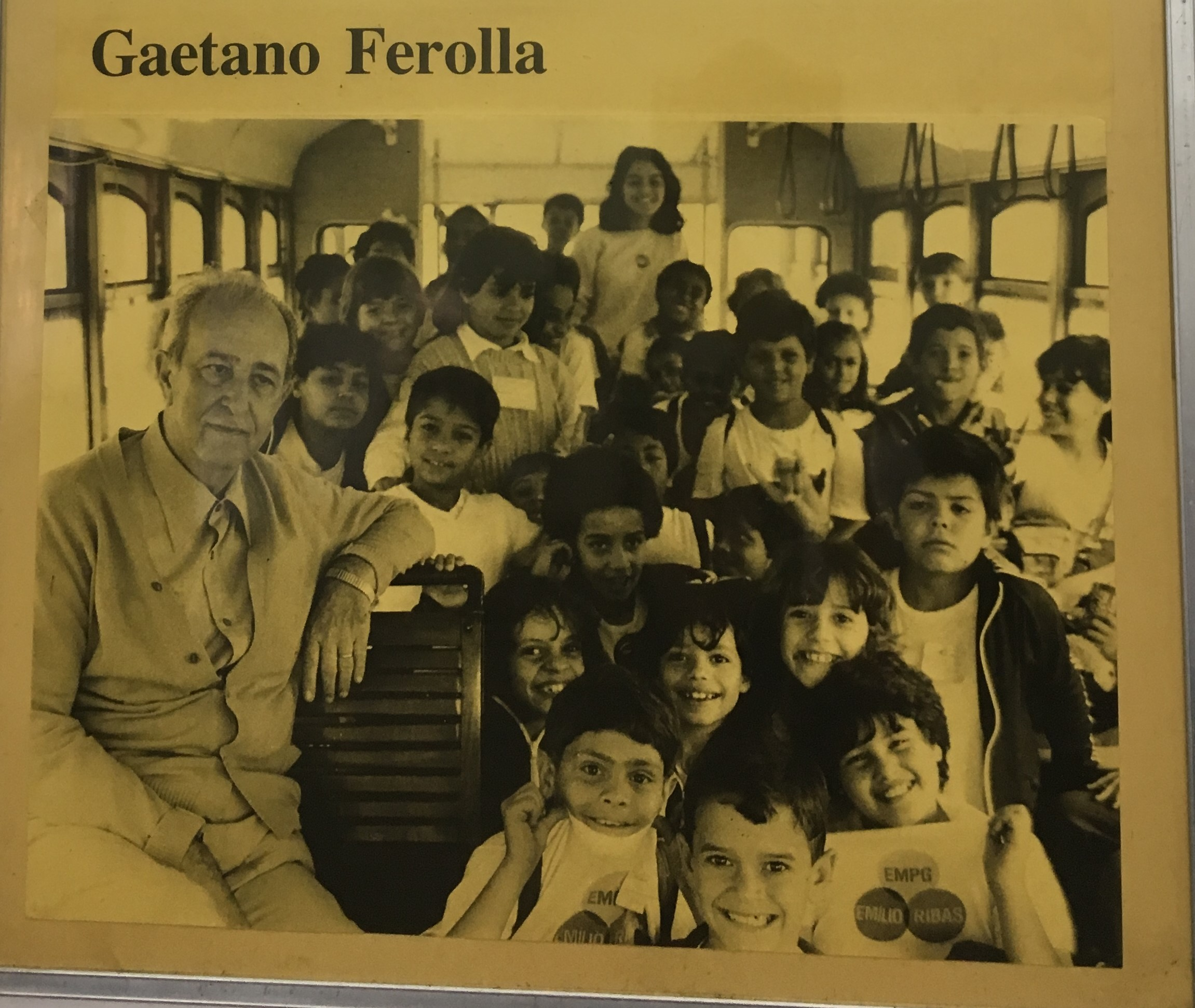
Gaetano Ferolla
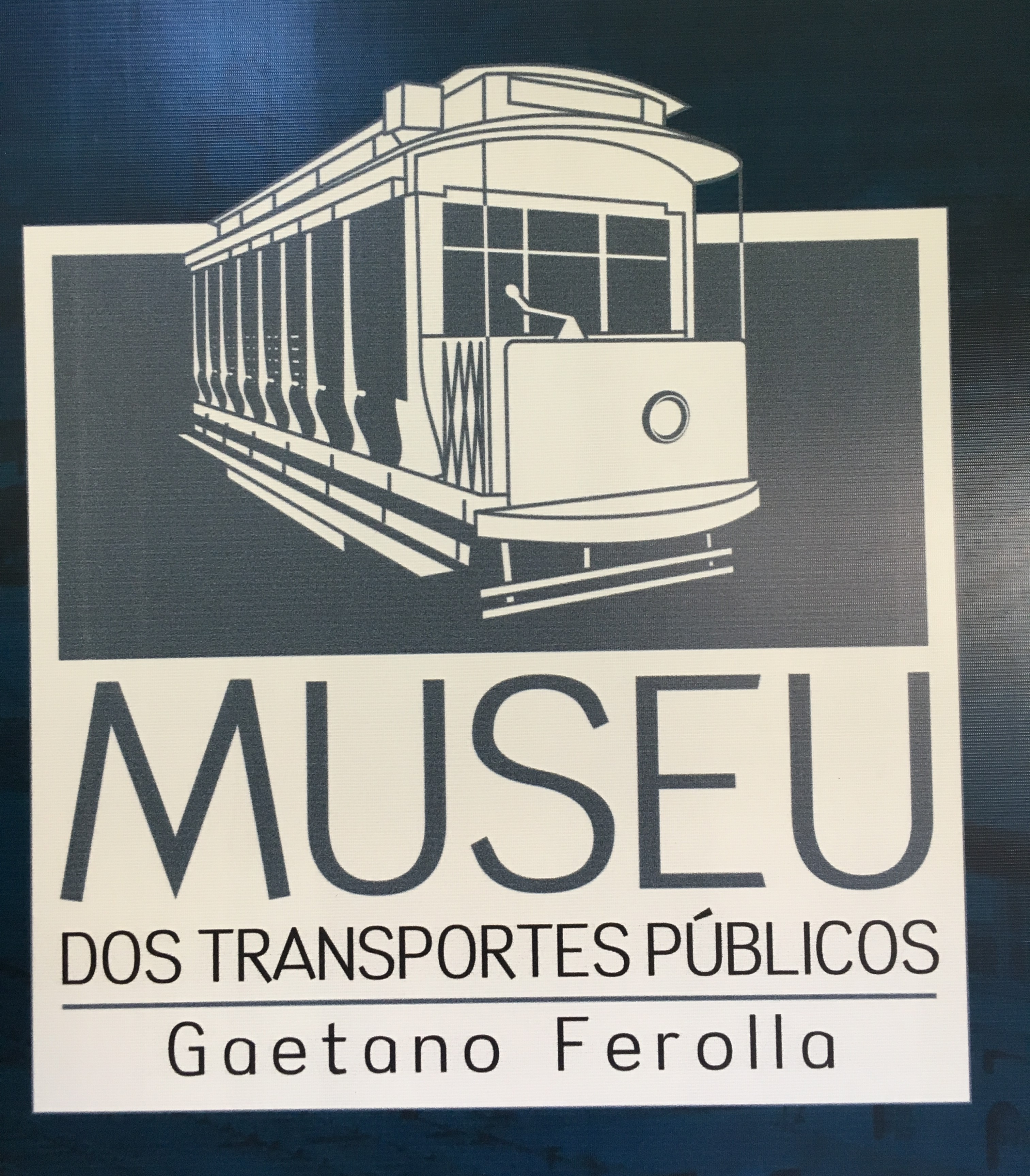
Identidade visual do museu
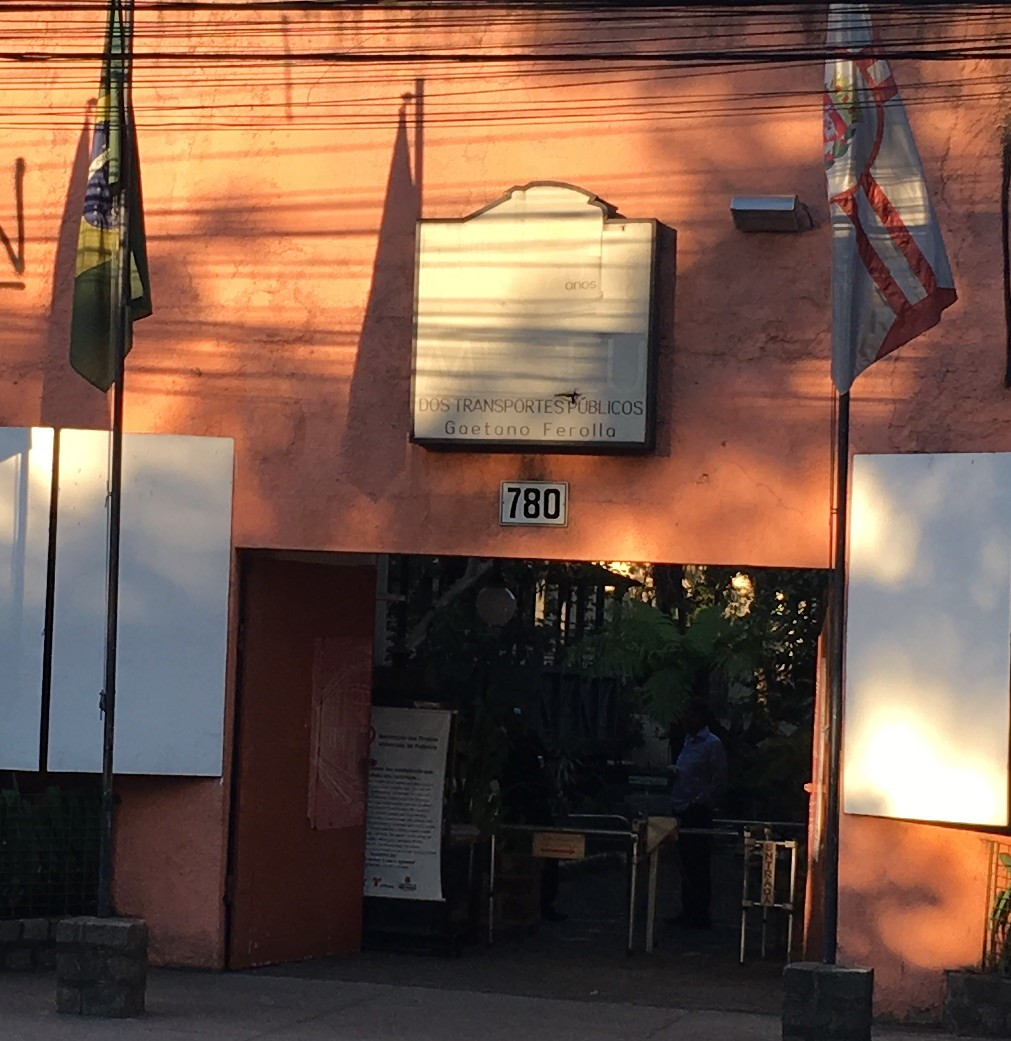
Fachada do museu
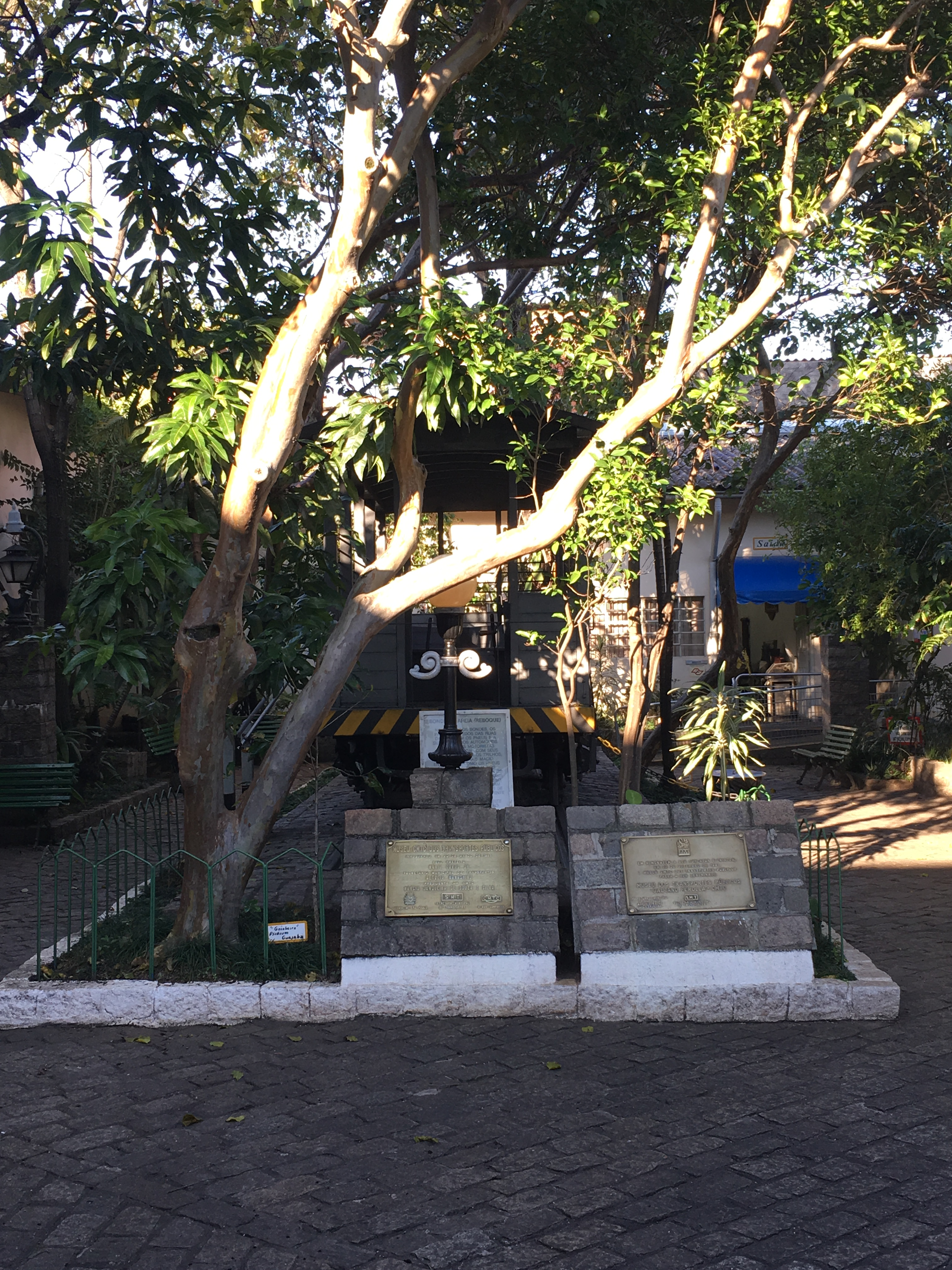
Entrada do jardim
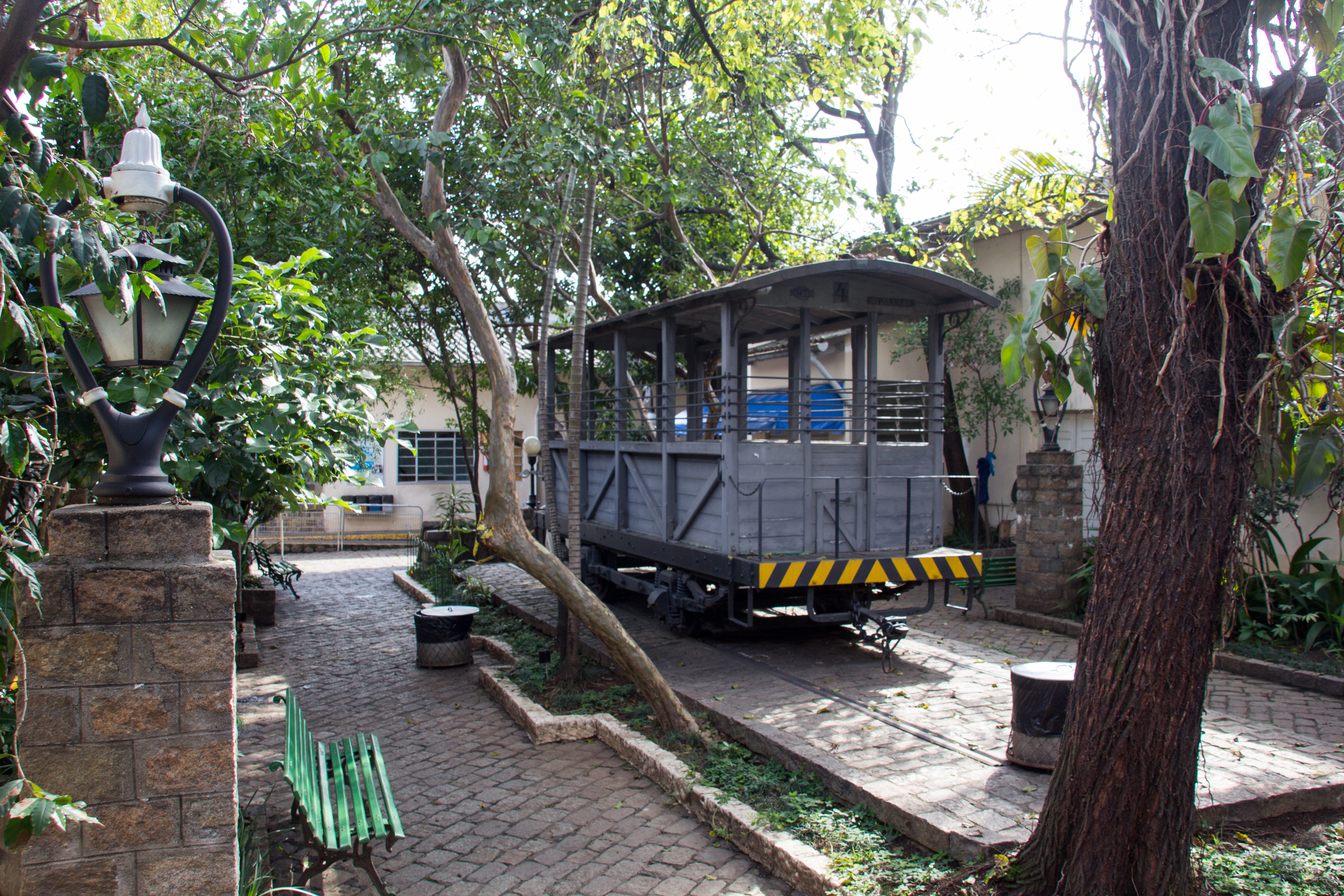
Jardim
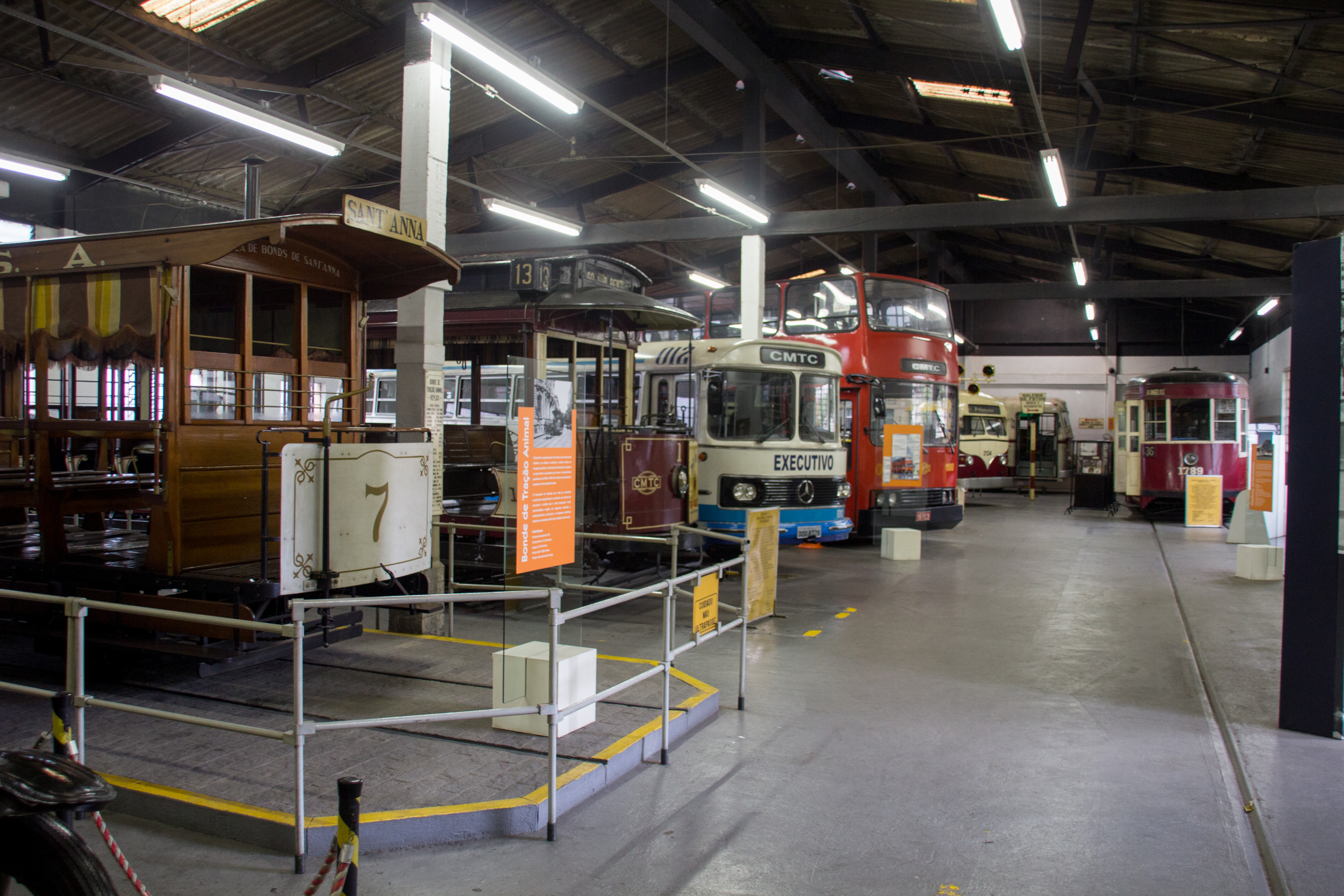
Salão principal
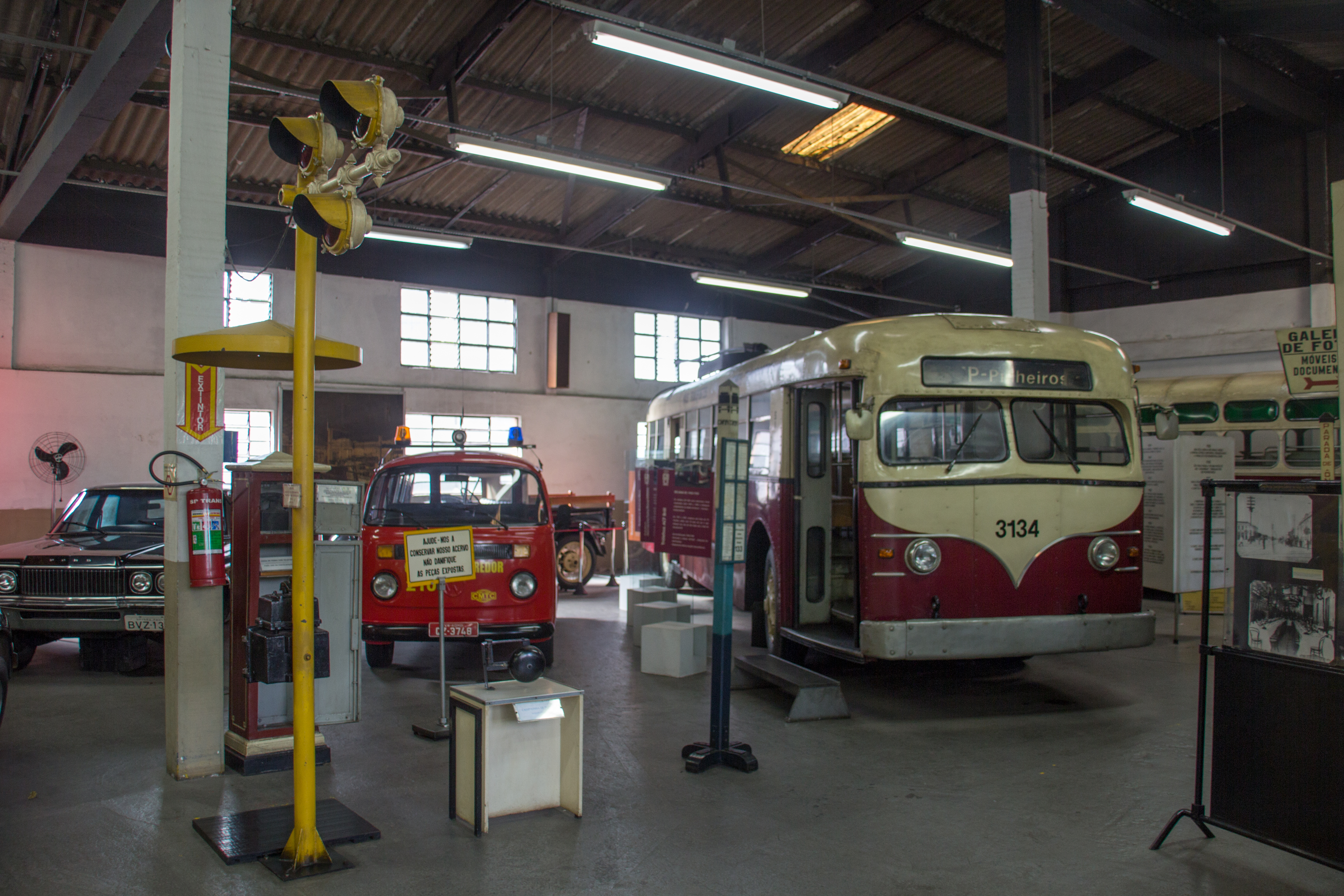
Salão principal
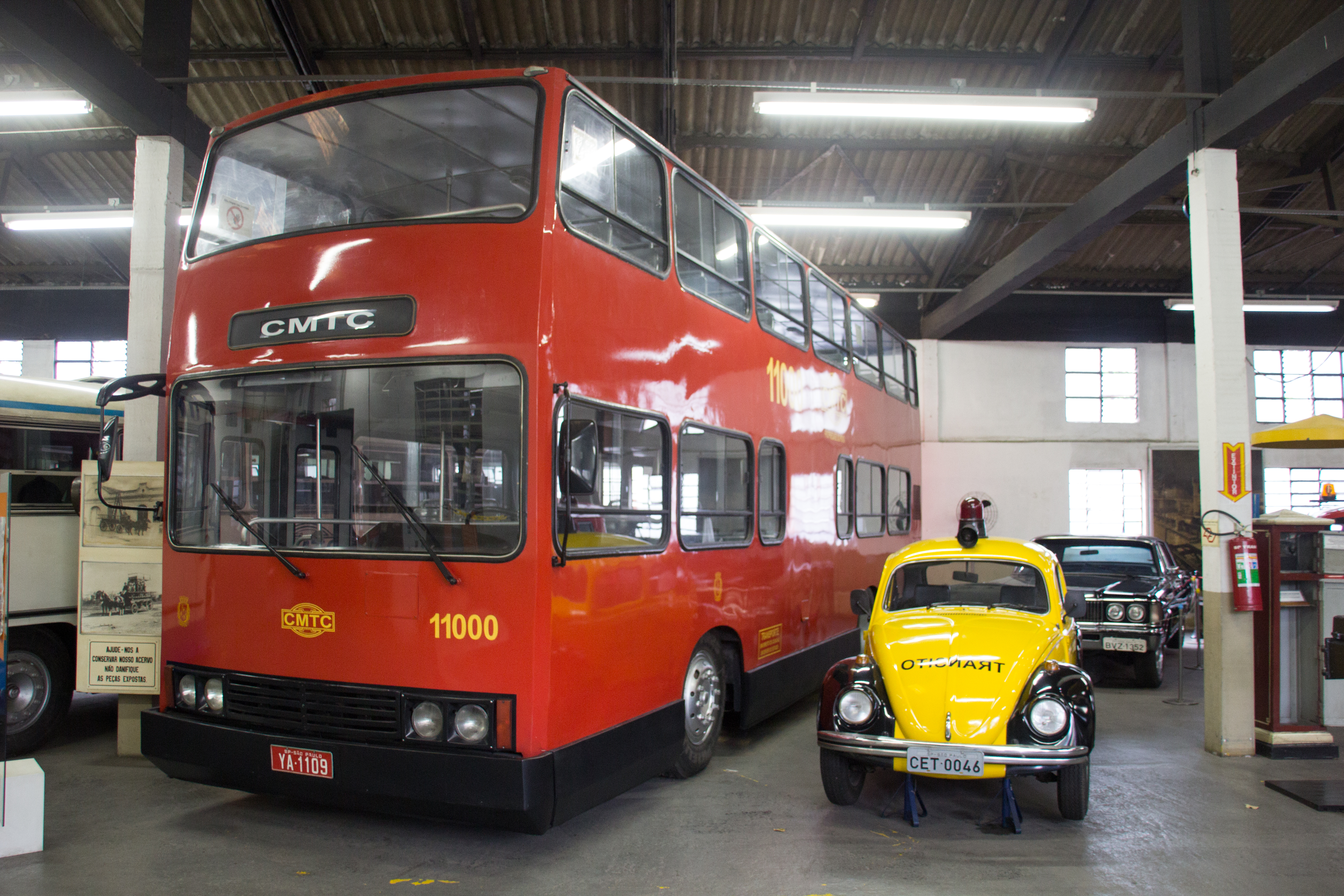
Salão Principal
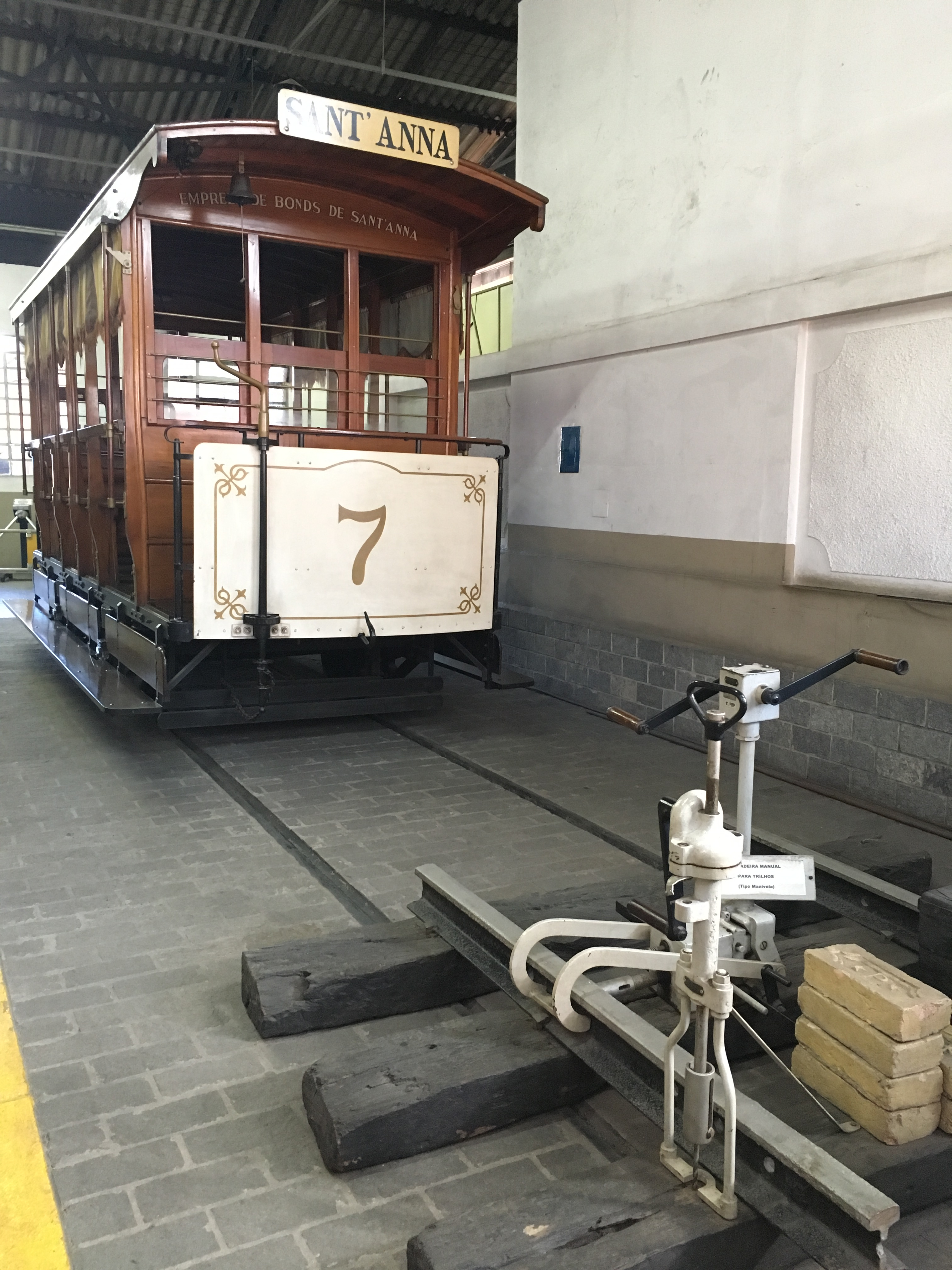
Bonde Tração Animal
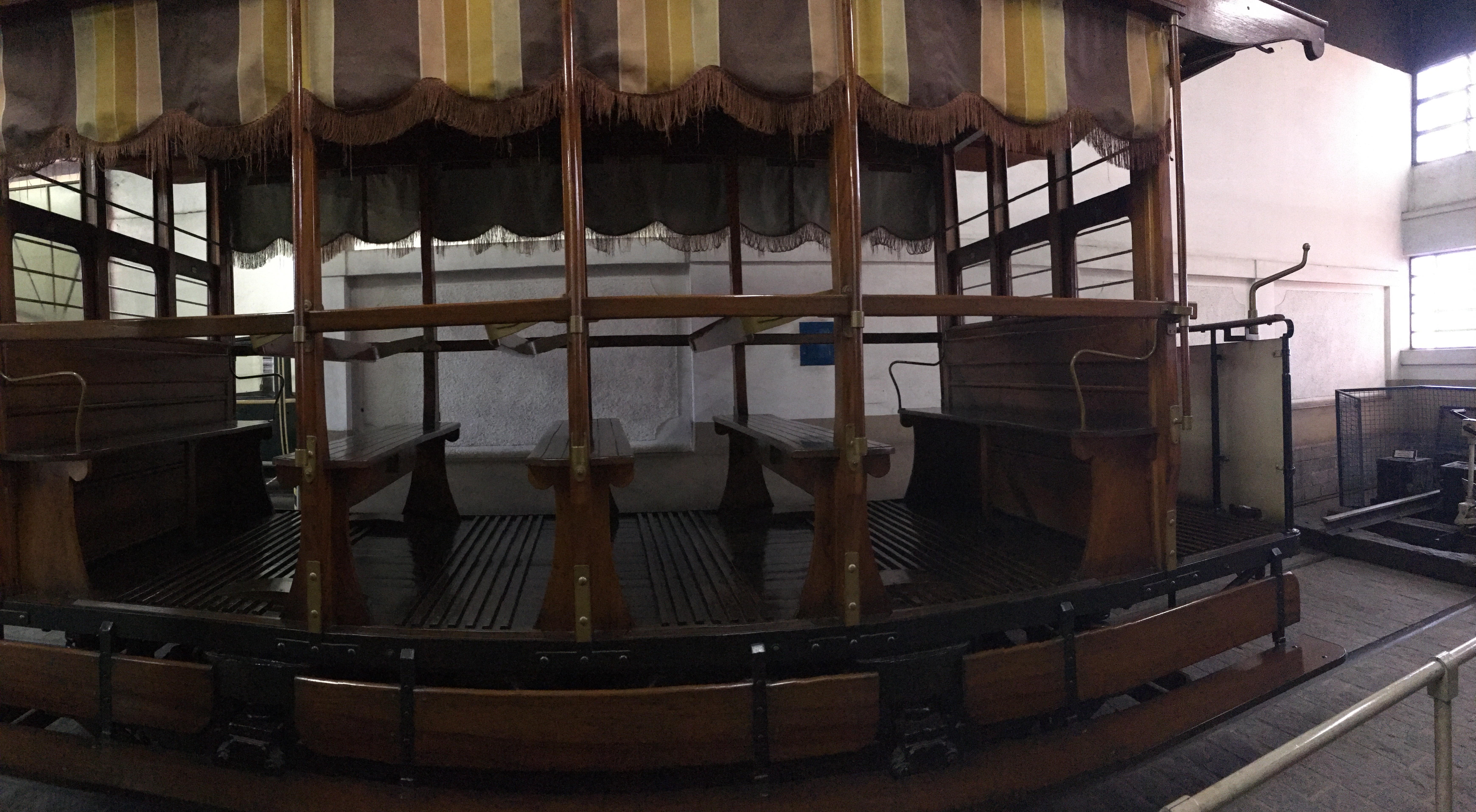
Lateral do bonde principal
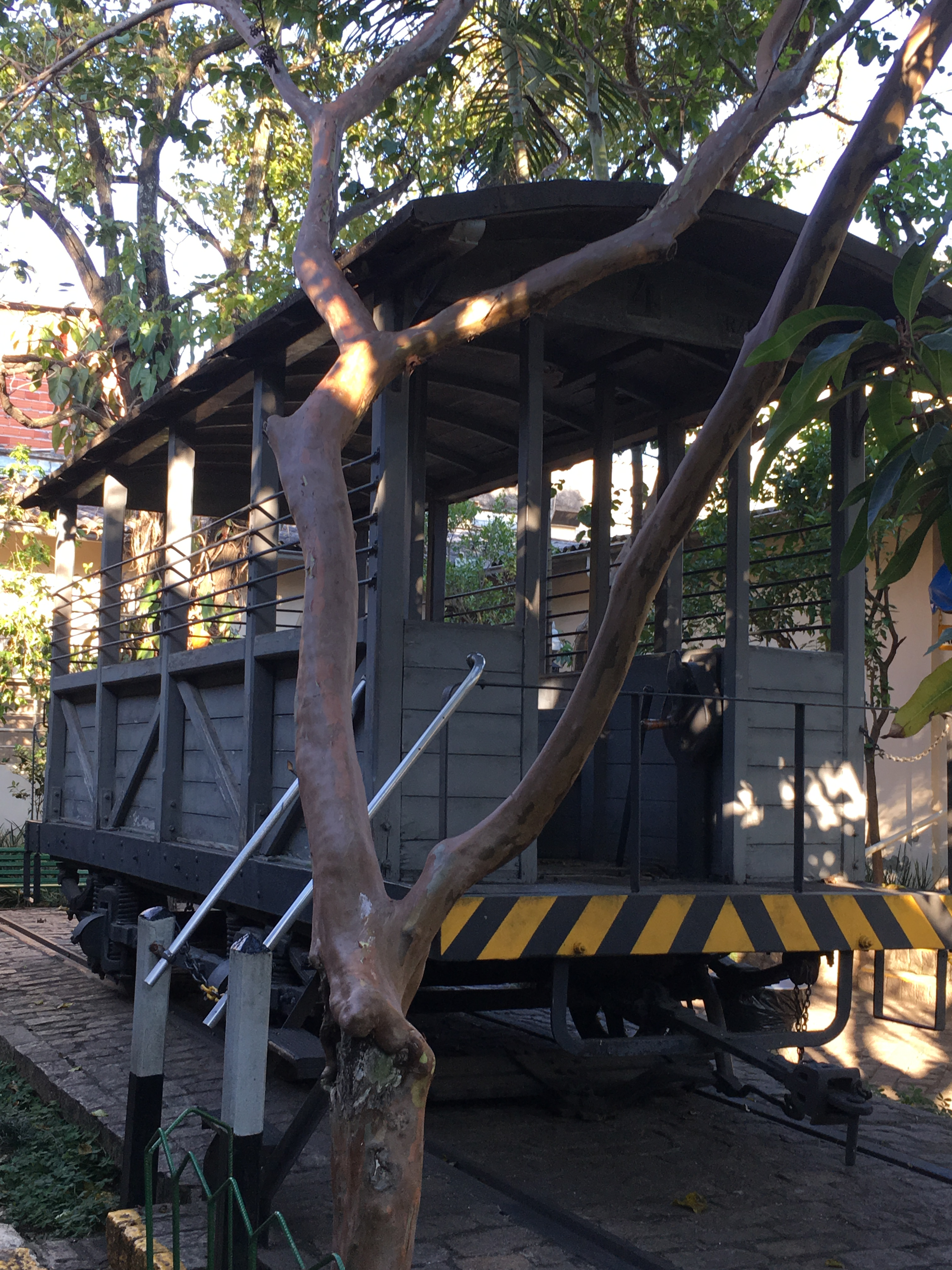
Bonde de areia
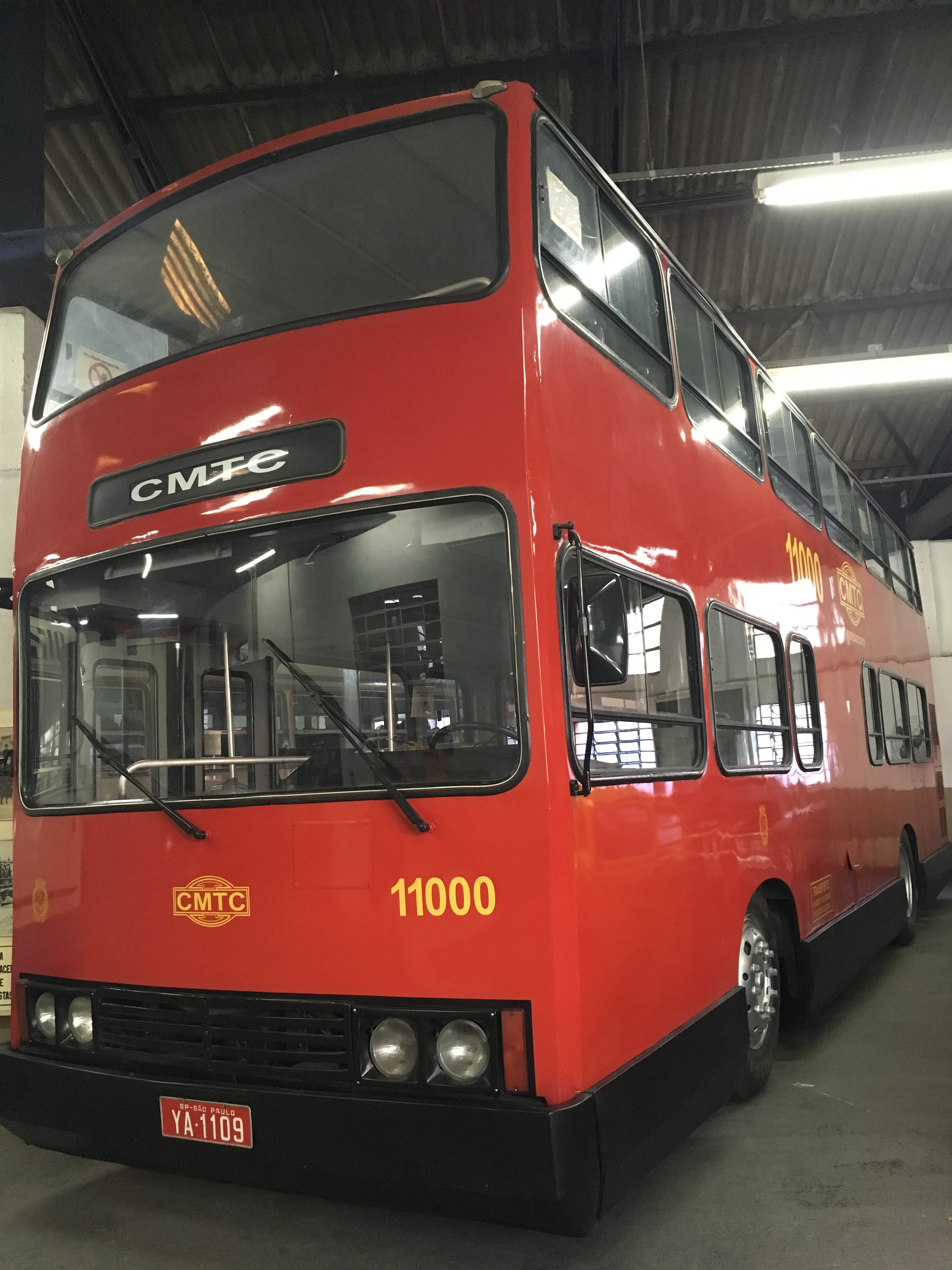
ônibus Double Decker
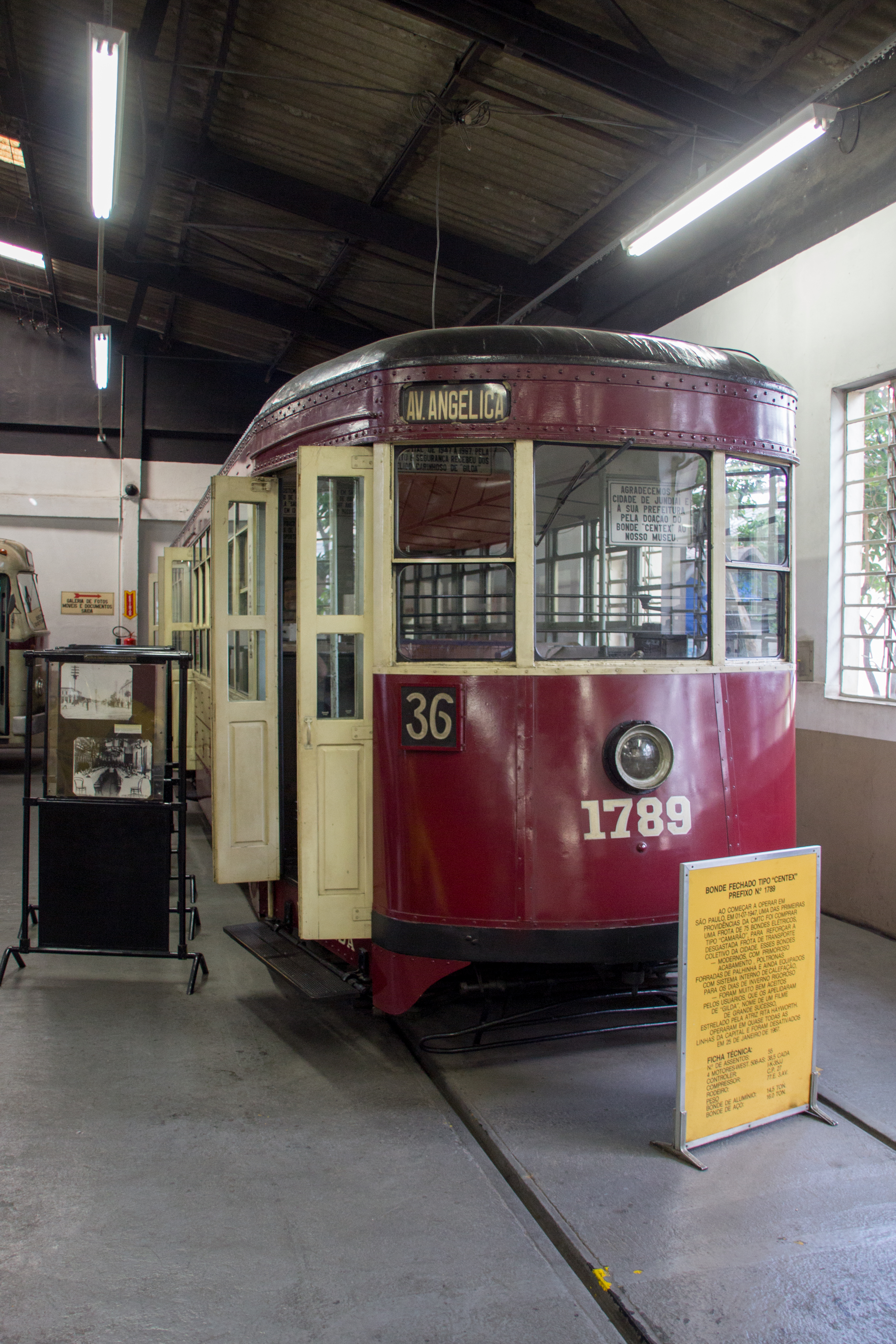
Bonde Centex
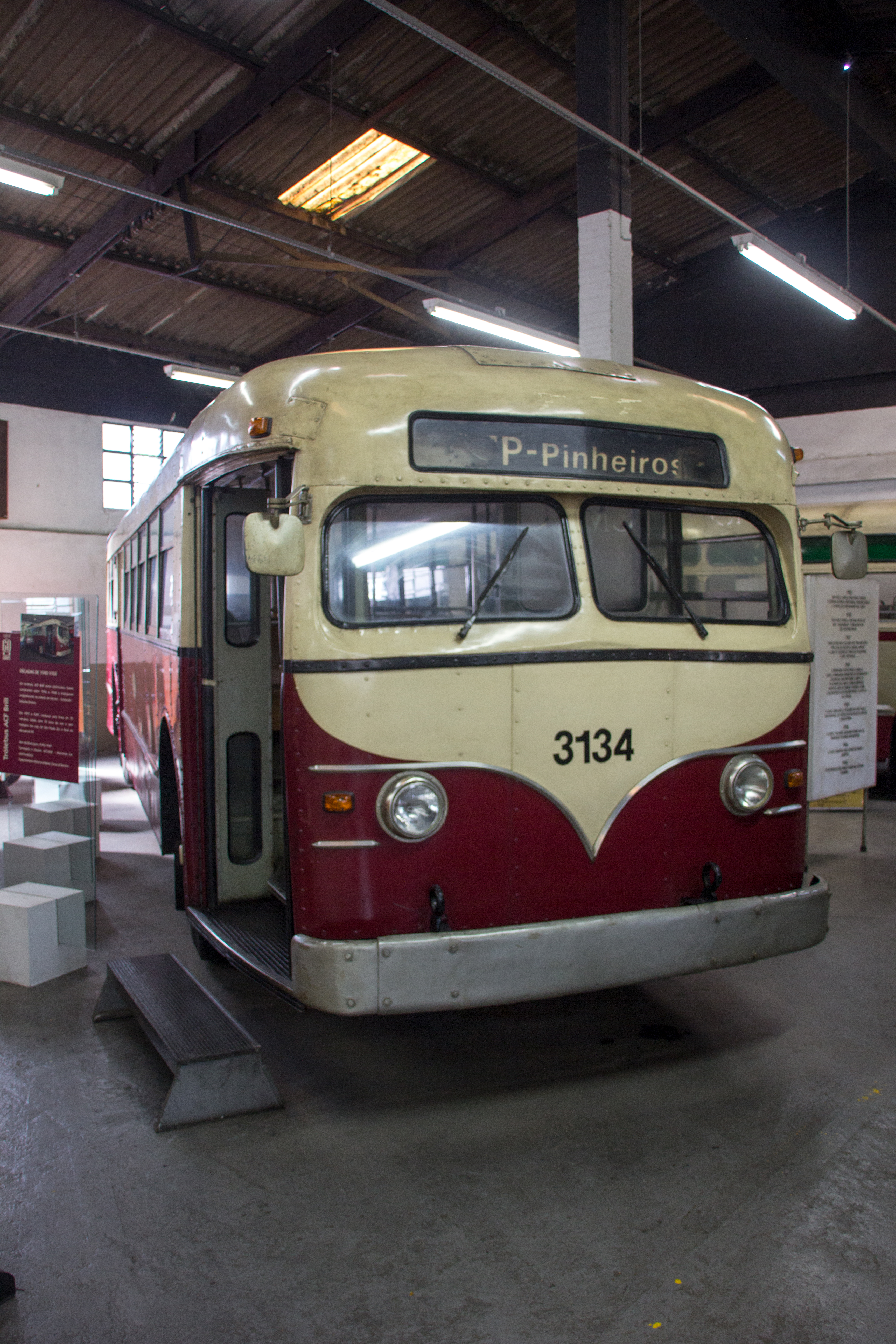
Trólebus ACF Brill
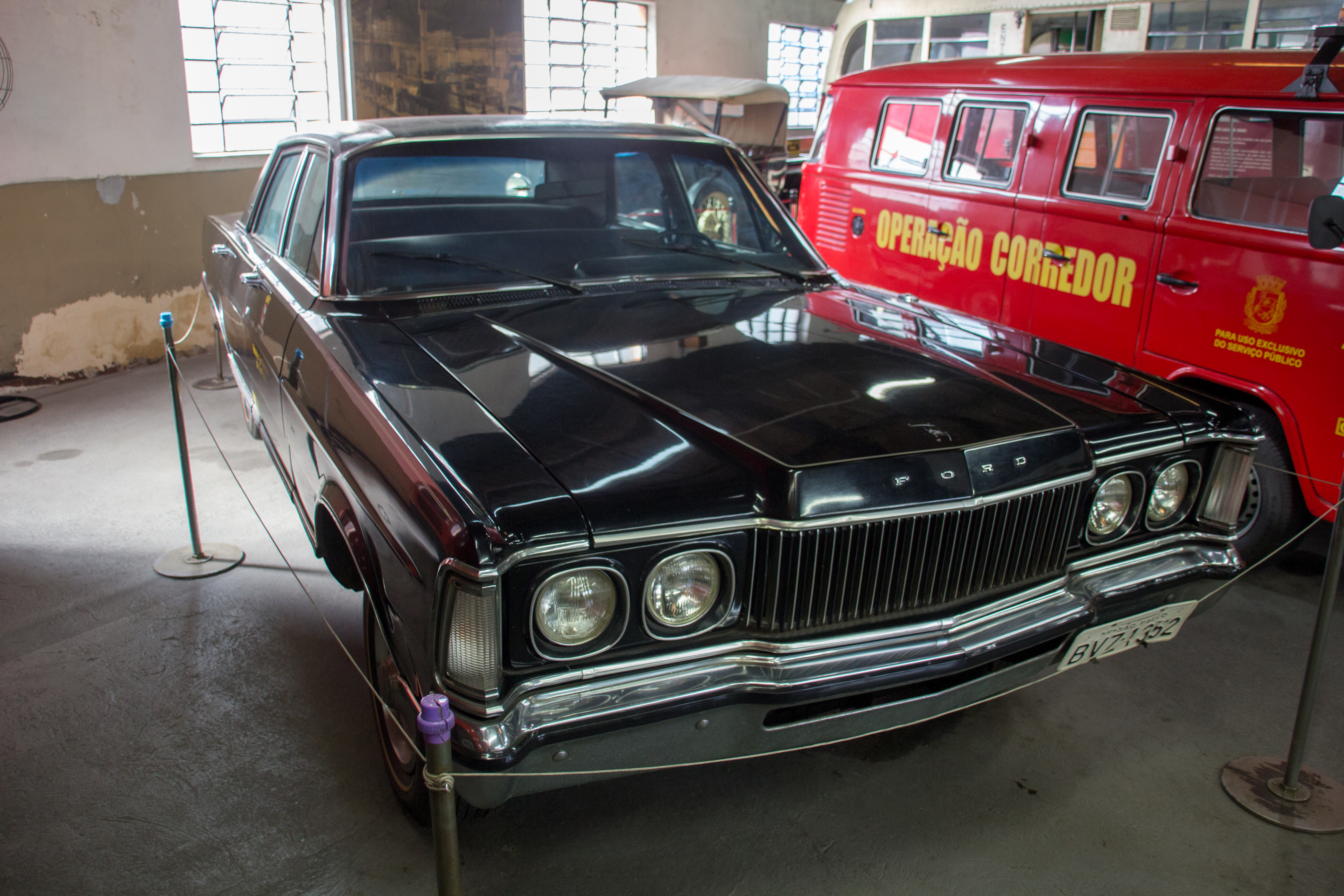
Veículo do museu
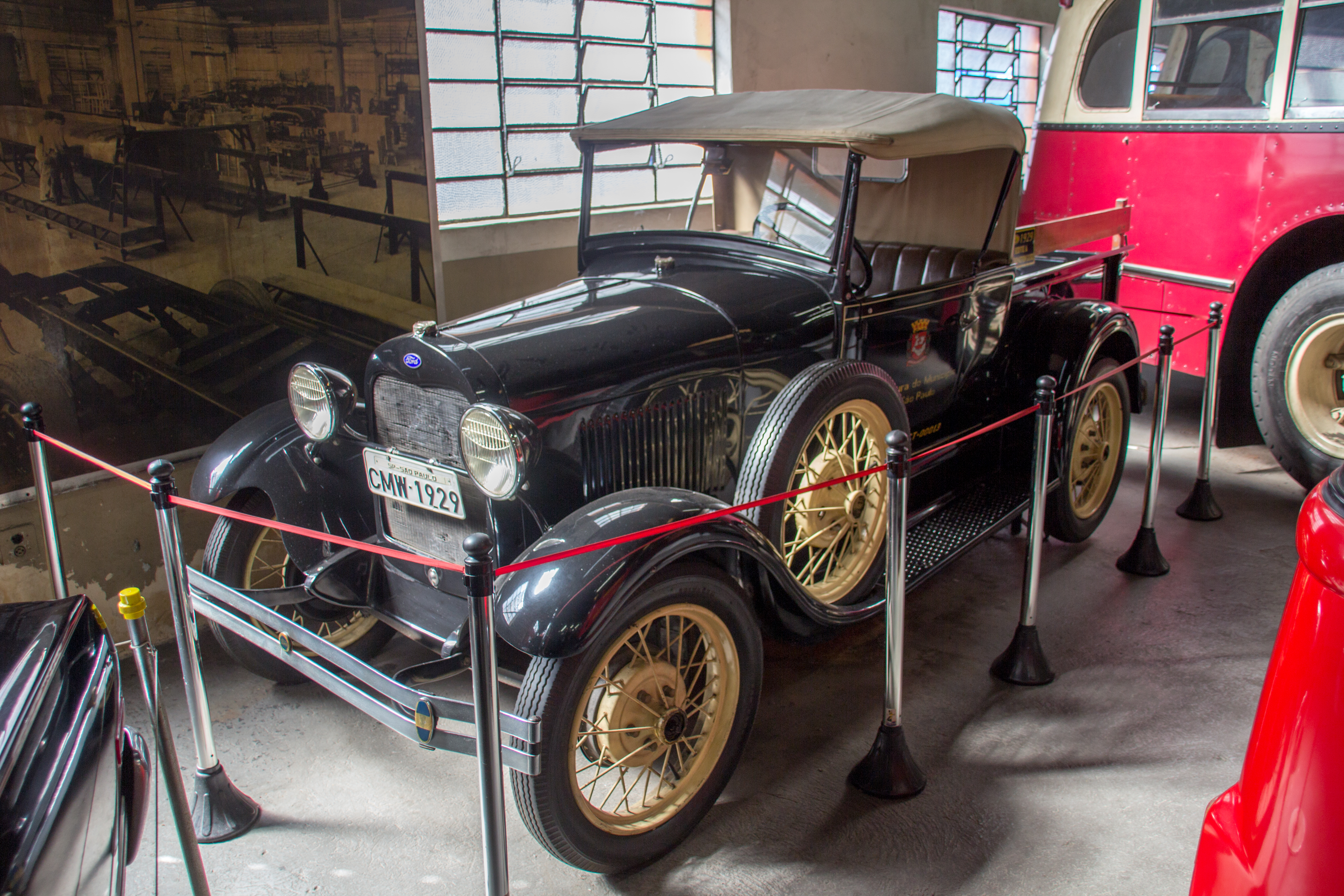
Veículo do museu
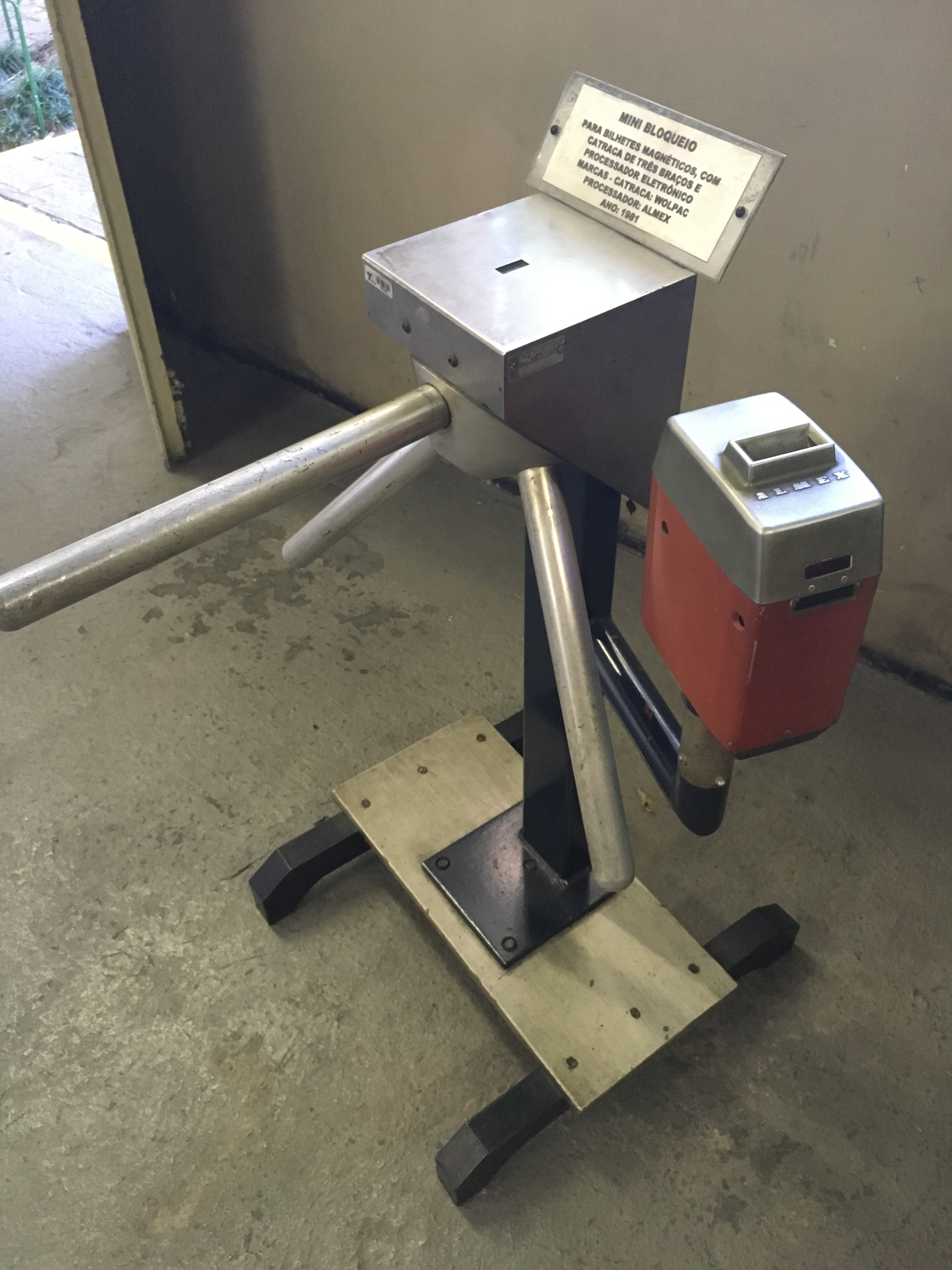
Bloqueio com catraca de 1981
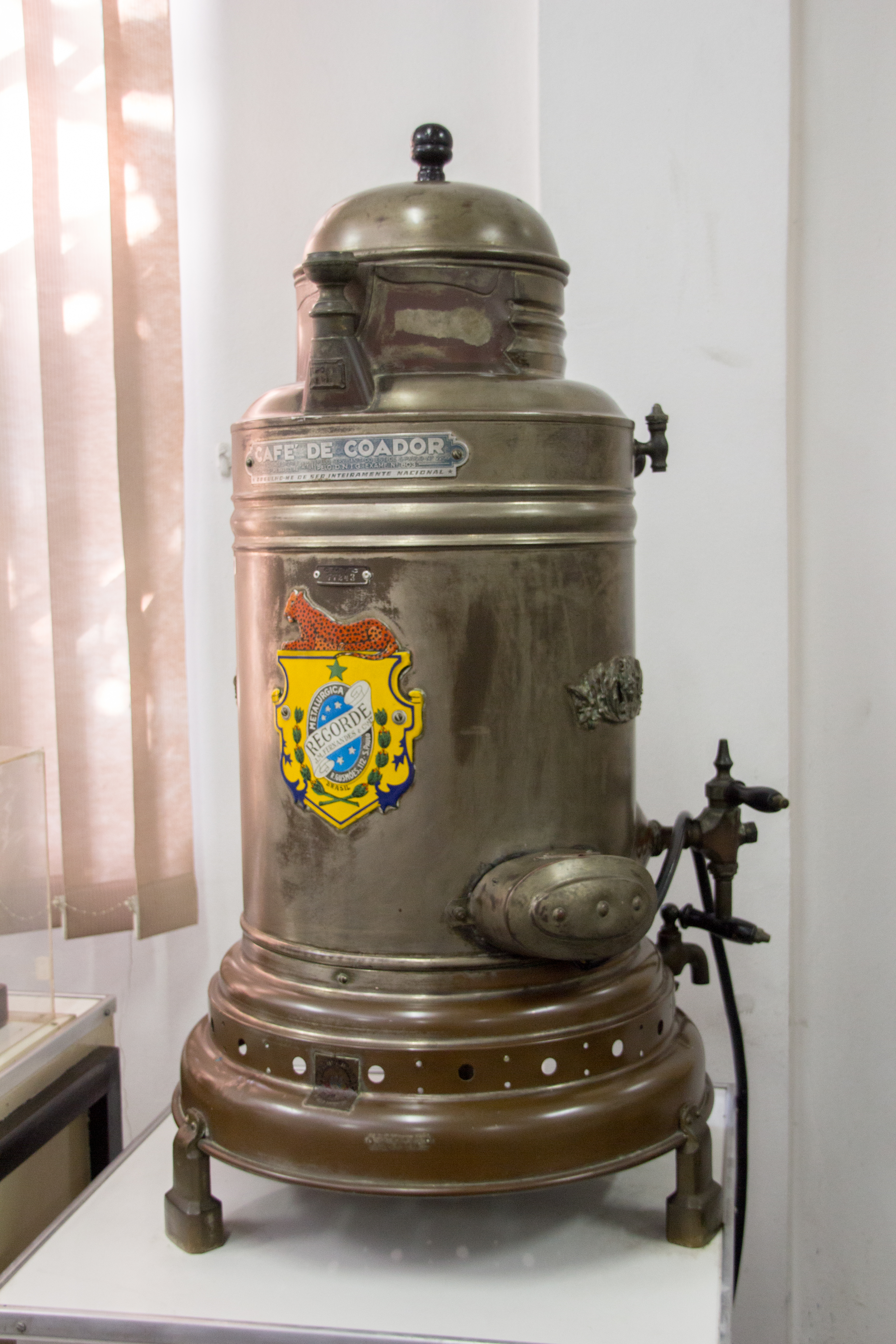
Detalhes do museu
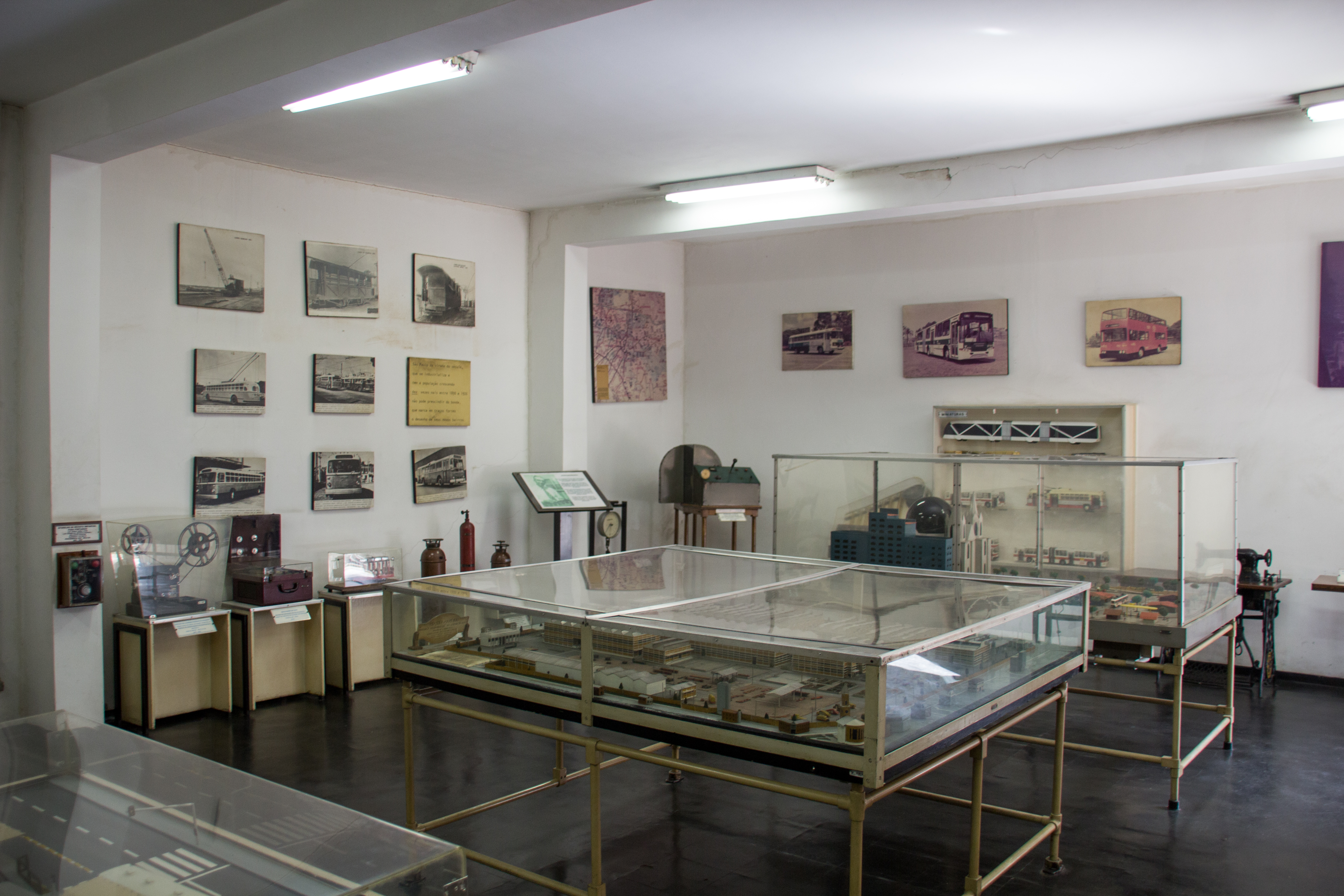
Sala de instrumentos e documentos
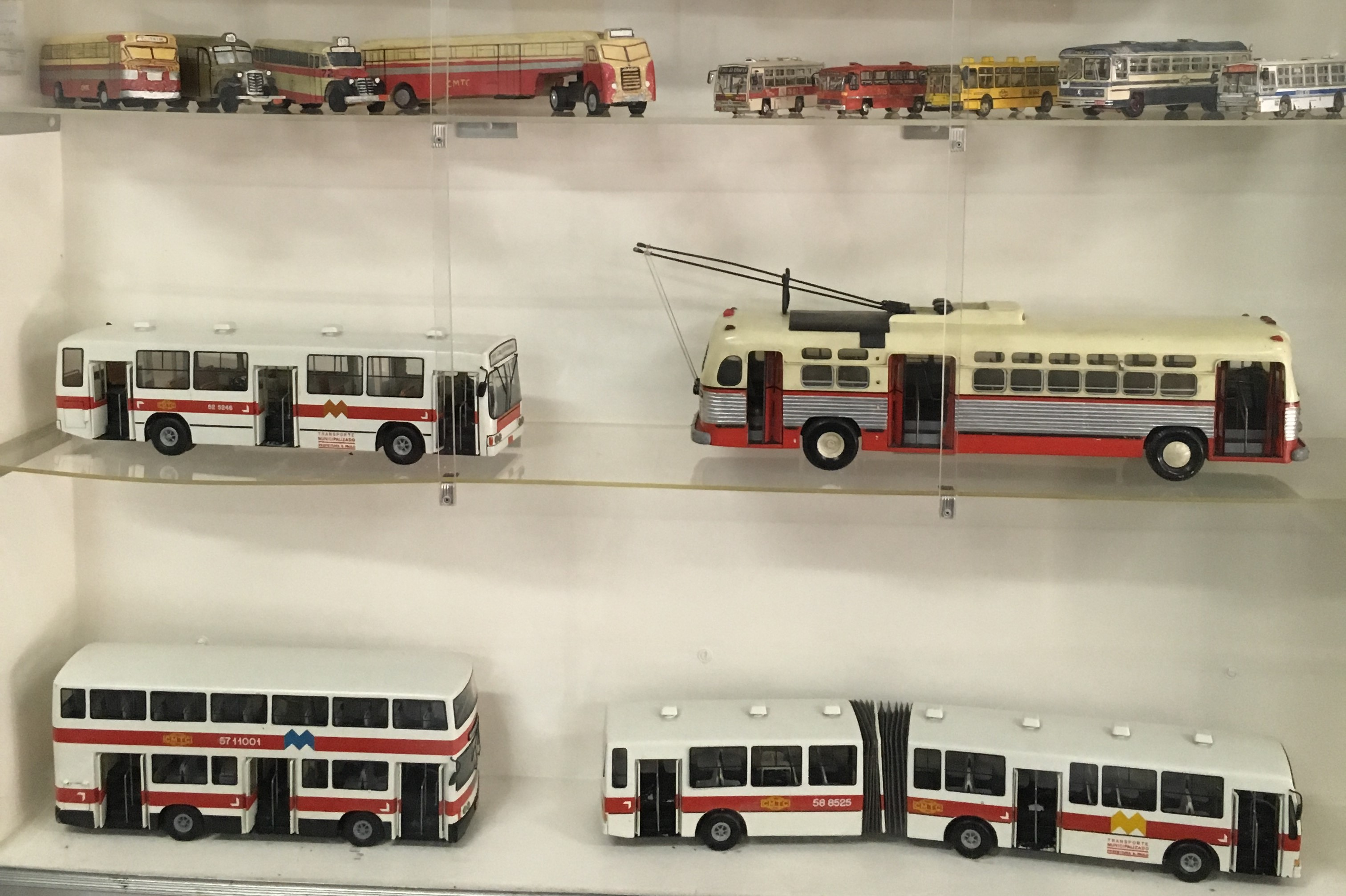
Miniaturas de transporte público
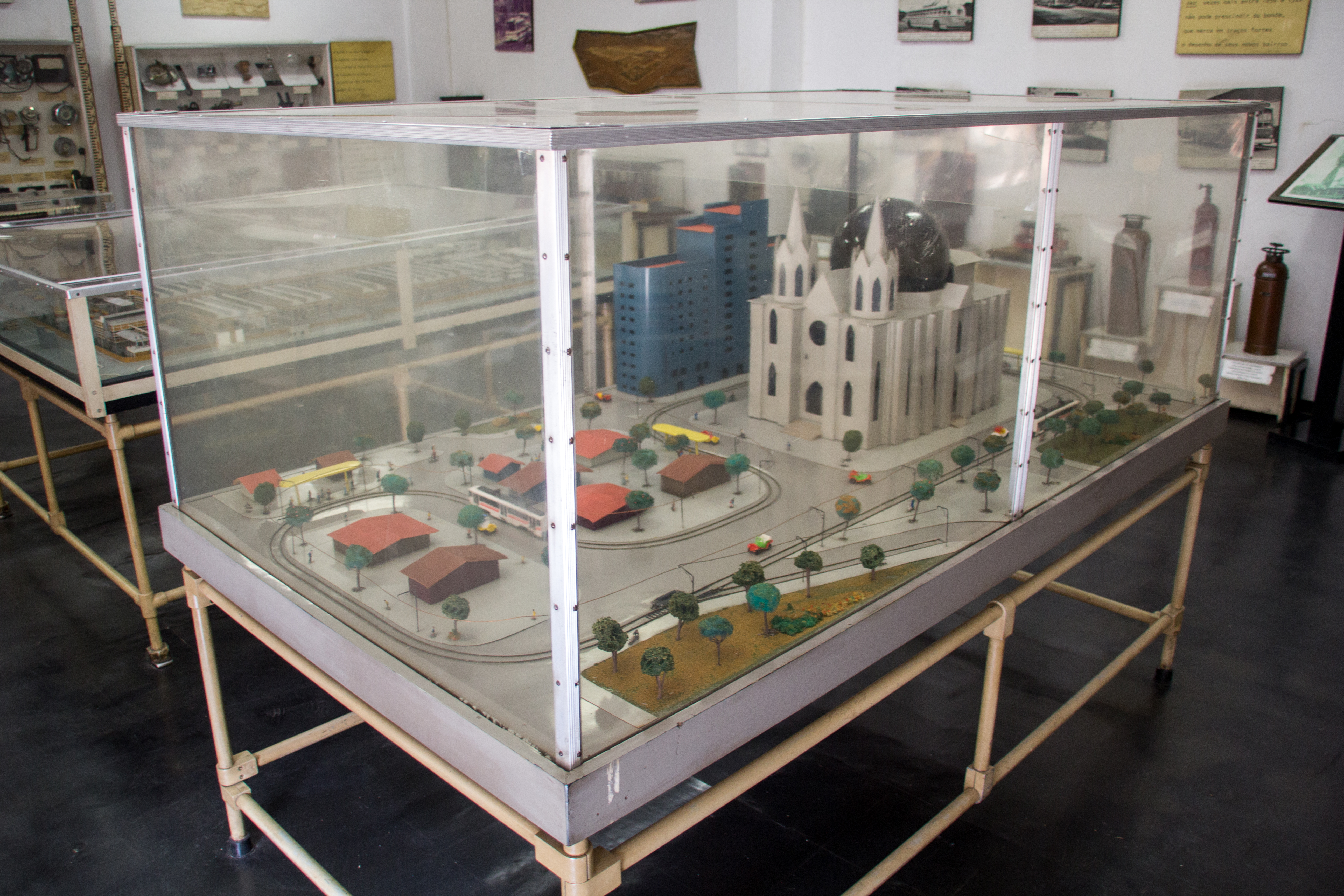
Sala de instrumentos e documentos
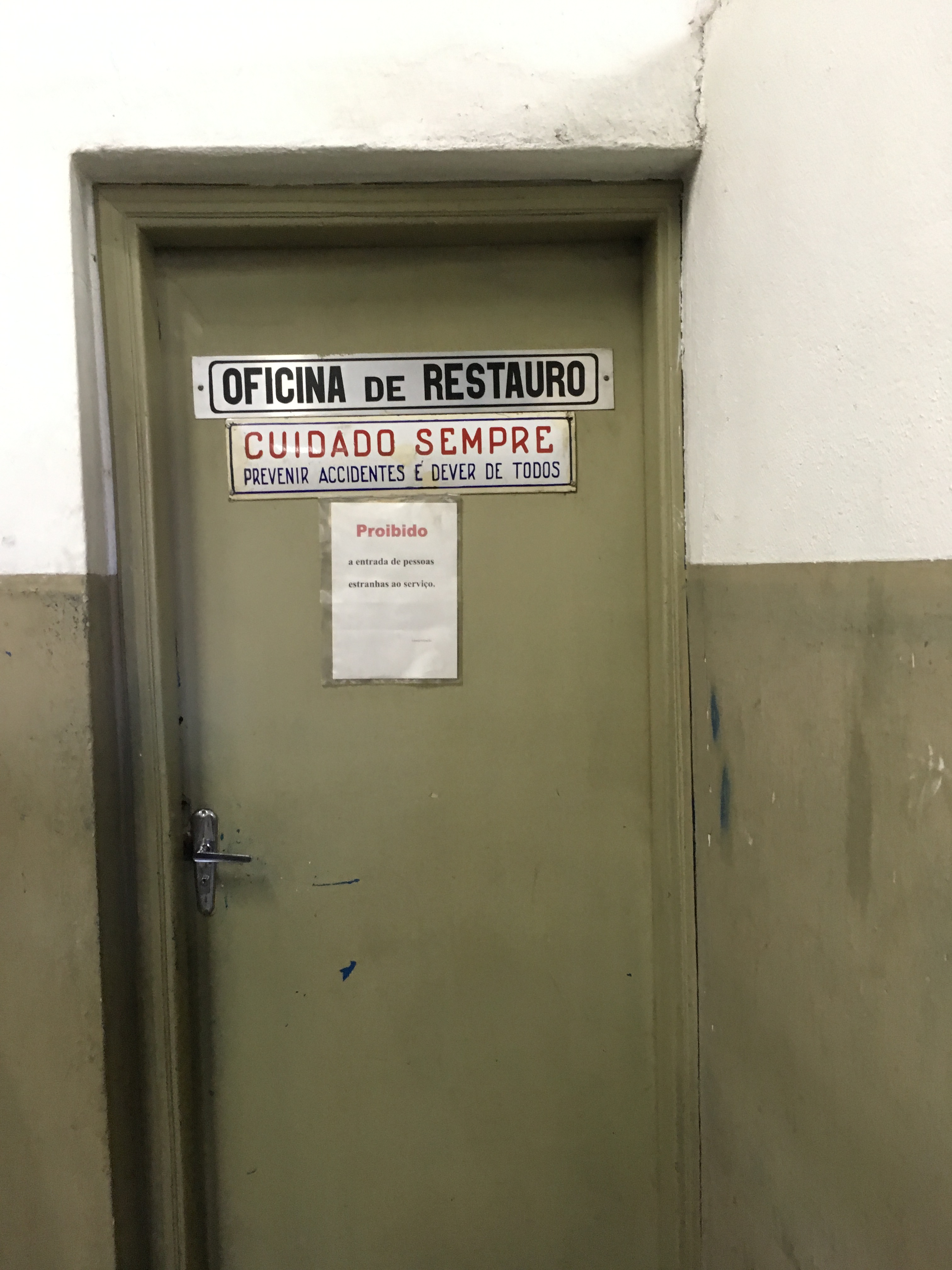
Porta da Sala de restauro
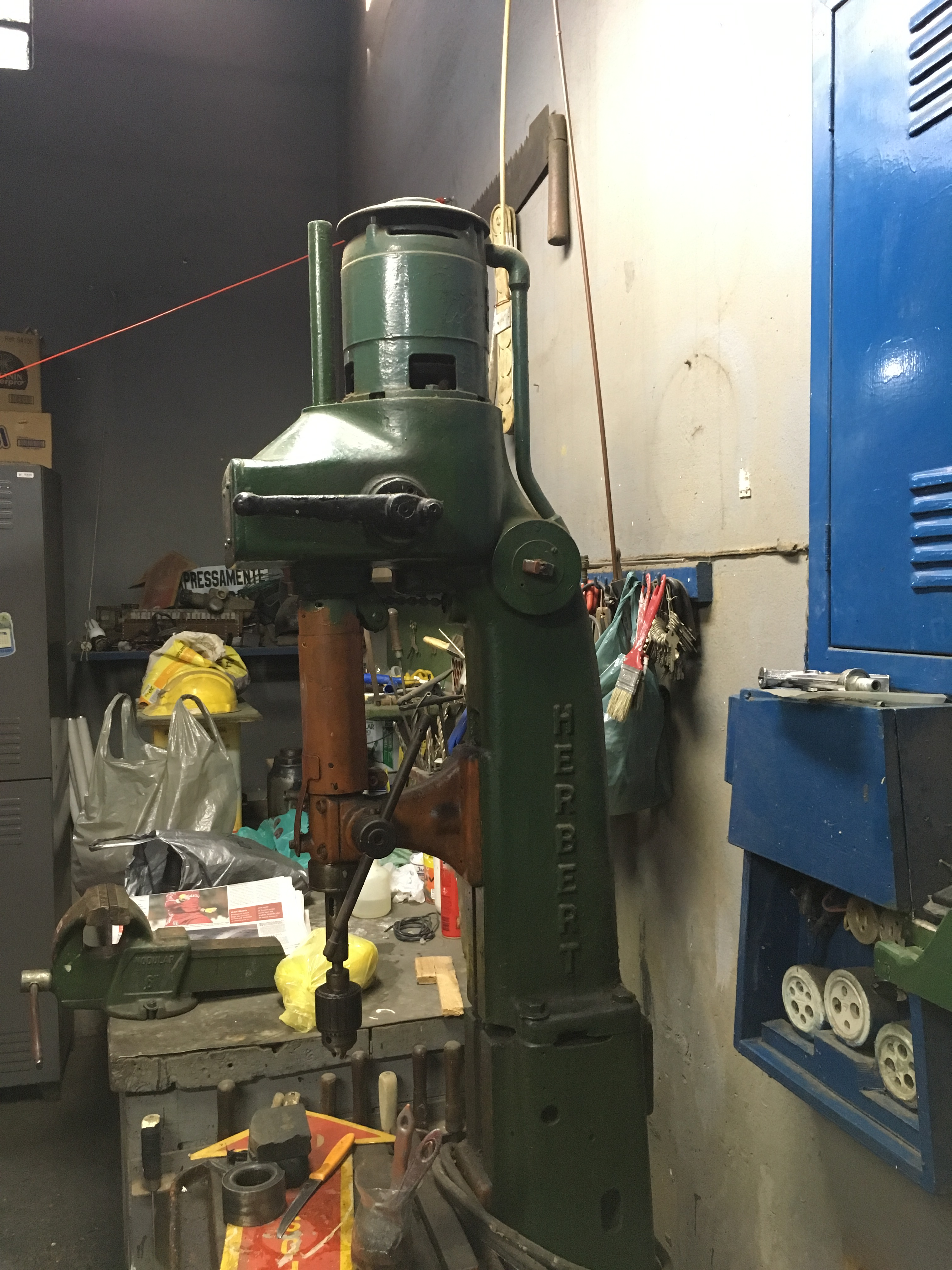
Objeto de restauro
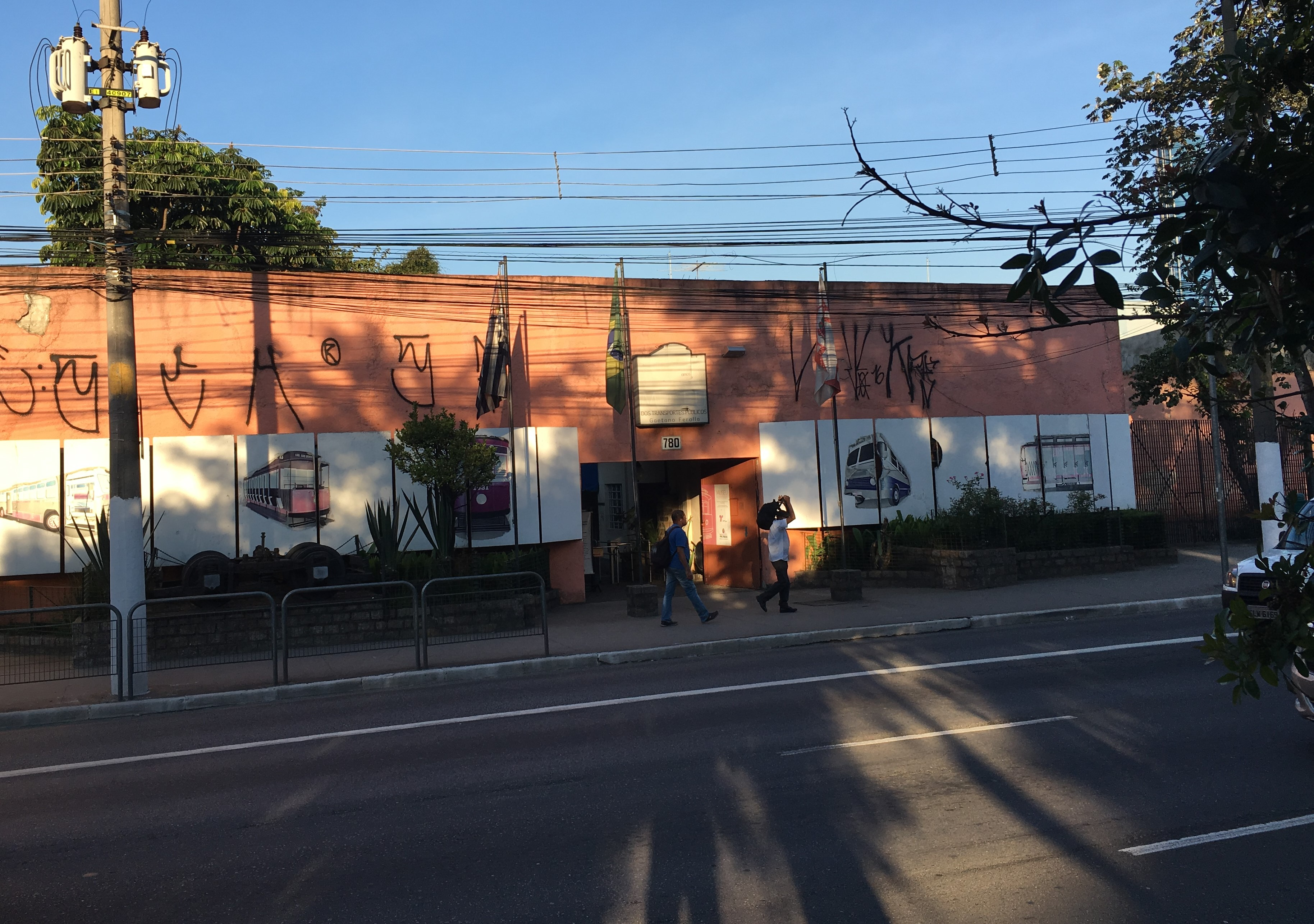
Vista de fora do museu